# Tiger Beer
Tiger Beer is een pilsbier uit Singapore, gebrouwen bij Heineken Asia Pacific na overname van de lokale Asia Pacific Breweries.
Tiger Beer is een blond bier met een alcoholpercentage van 5%. Het bier werd geïntroduceerd in 1930 en was het allereerste bier van Singapore. Tiger Beer is verkrijgbaar in 60 landen. Bij het bier hoort de slagzin “It's Time for a Tiger”.
In 2010 kwam het lichtere Tiger Crystal op de Aziatische markt, een stroblond bier met een alcoholpercentage van 4,1%, gebrouwen volgens het brouwproces Cold Suspension, daarbij gekoeld tot -1°C.